# JS E&M
JS E&M은 대한민국의 연예 기획사이다.